# Eumir Deodato
Eumir Deodato (Río de Janeiro, 22 de junio de 1943) es un músico brasileño, productor y compositor de arreglos basados principalmente en el jazz, pero conocido por su diseño y composiciones eclécticas de la unión de diversos géneros musicales, como el rock, el pop, el R&B, el jazz-funk y la música de orquesta.
Principalmente, sus temas pueden considerarse pop jazz y también covers. Su éxito como artista original se dio en los años 1970 y desde entonces ha producido más de 500 álbumes para bandas como Kool & the Gang y Björk. Intérprete de temas como «Así Hablaba Zaratustra» y otros éxitos, y arreglista instrumental para artistas como Frank Sinatra y Vinícius de Moraes.

## Biografía

### Brasil
Deodato nace en Río de Janeiro, el 22 de junio de 1942, de padres italianos y portugueses. Músico autodidacta, comenzó con el acordeón a la edad de 12 años, pero rápidamente obtuvo aptitudes instrumentales y orquestrales, que culminaron con su primera sesión de grabación, a la edad de 17 años. Originalmente, trabajaba como pianista y arreglista en Río, durante la escena del bossa-nova, y escapó junto con otros músicos brasileños de la Dictadura Militar en Brasil, mudándose a Nueva York y trabajando con Luiz Bonfá y, más tarde, con el productor Creed Taylor como arreglista y tecladista.

### Inicio de su carrera
Su primer álbum en los Estados Unidos, Prelude, al público en 1973, fue considerado con un estilo de Big Band y música Latin Jazz y atrajo a una nutrida audiencia. Su genial versión funky de la obra de Richard Strauss, Also Sprach Zarathustra le valió el premio Grammy por Mejor Interpretación Pop/Instrumental, en 1974. Ganando el lugar n.º 2 en el Billboard de Estados Unidos y el n.º 7 en el Reino Unido y fue usada en la película Being There.
Deodato 2 (nombre de su segundo disco) si bien tuvo la misma calidad y estilo, no alcanzó las ventas esperadas y prácticamente desapareció a la discográfica CTI Records En sus tempranas grabaciones, se apoyó del guitarrista John Tropea y al flautista de Jazz fusión, Hubert Laws. Deodato siguió grabando hasta los años 1980 bajo el sello discográfico Kenya, pero no logró alcanzar totalmente el éxito que obtuvo con Prelude.
Dos de sus canciones, Latin Flute y Super Strut, son tocadas dentro del juego Grand Theft Auto: Vice City, y pertenecen a la banda sonora del mismo juego, titulado Radio Espantoso.

### Productor y arreglista
Deodato ha estado en demanda como productor y adaptador desde los años 1960. Ha trabajado en más de 500 álbumes, 15 de los cuales han alcanzado el disco de platino. Su habilidad como arreglista le proporcionaron la entrada a la industria estadounidense de la grabación, escribiendo partituras para Wes Montgomery, su compañera brasileña cantautora Astrud Gilberto y, más notablemente, para Frank Sinatra, en su álbum Sinatra & Company (que se considera dedicado al género bossa nova).
Otras colaboraciones notables son con Kool & the Gang, en los años 1980, y en el disco Homogenic de Björk, grabado en la casa de la música islandesa en España.
Ha colaborado también en la banda sonora de varias películas, como Bossa Nova, Ghostbusters II e incluso El exorcista.
En 2007 participó en el disco homenaje a Ennio Morricone.
También colaboró en el disco Mundo feliz del músico gallego Juan Rivas, en el que realizó arreglos para la canción «El amor que me das».

### Datos de interés
Es abuelo materno de la modelo Hailey Baldwin.

## Discografía principal
- 1964: Inútil paisagem
- 1972: Percepção
- 1973: Prelude
- 1973: Deodato 2
- 1974: Whirlwinds
- 1974: Deodato / Airto in Concert
- 1974: Artistry
- 1975: First cuckoo
- 1976: Very together
- 1978: Love Island
- 1979: Knights of Fantasy
- 1980: Night cruiser
- 1982: Happy hour
- 1985: Motion
- 1989: Somewhere out there
- 2002: Summer samba
- 2007: Eumir Deodato Trio live in Rio
- 2010: The crossing

### Sencillos
- 2001: Also Sprach Zarathustra / Spirit of summer
- Rhapsody in blue / Super strut
- Do it again (en vivo) / Branches (en vivo) (lado B de Airto)
- Moonlight serenade / Havana strut
- Theme from Peter Gunn / Amani
- Watusi strut (versión disco)
- Uncle Funk / Whistle stop
- El hotel de Adan (Adam’s Hotel)